# Safari
|  | Per a altres significats, vegeu «Safari (navegador web)». |

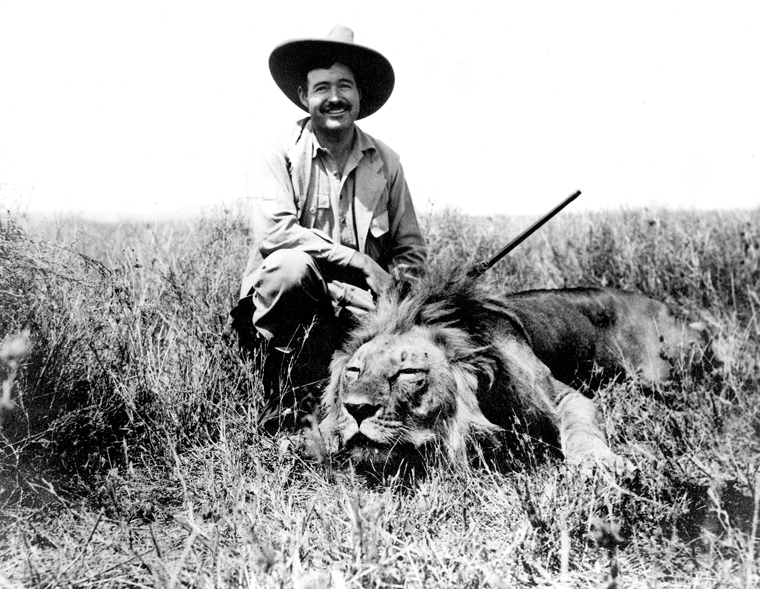
Ernest Hemingway posant davant d'un lleó mort en un safari

Un safari és una expedició o viatge que es fa en algunes regions d'Àfrica. Antigament aquesta paraula s'utilitzava per denominar les expedicions que tenien la finalitat de caçar grans animals exòtics, com elefants, girafes, lleons, búfals, rinoceronts, etc. Avui dia aquesta paraula s'utilitza per denominar la caça fotogràfica d'aquests animals en els diferents parcs i reserves naturals que hi ha als països africans.
Països com Kenya, Tanzània, Sud-àfrica o Namíbia són preferits pels turistes per veure en directe grans animals. Gràcies a la seva privilegiada situació consta amb un gran nombre de reserves naturals i parcs que permeten al visitant veure elefants, lleons, girafes, búfals, lleopards, guepards, rinoceronts, zebres, gaseles, antílops, flamencs i un increïble nombre d'animals que viuen en llibertat, que molta gent només aconsegueix conèixer en els zoològics de les grans ciutats.
Els safaris a Kenya solen fer-se en dues modalitats: Una molt econòmica, en tendes de campanya i amb vehicles de vuit persones i altres més costoses: en lodges, que són allotjaments enmig dels parcs amb comoditats comparables a hotels de 5 estrelles, i amb grans vehicles tot terreny. Els preus fluctuen entre els 60 dòlars el dia i els altres unes deu vegades més.